# Ельбарусовське сільське поселення
Ельбару́совське сільське поселення (рос. Эльбарусовское сельское поселение) — муніципальне утворення у складі Маріїнсько-Посадського району Чувашії, Росія. Адміністративний центр — присілок Ельбарусово.

## Населення
Населення — 1513 осіб (2019, 1759 у 2010, 2009 у 2002).

## Склад
До складу поселення входять такі населені пункти:
| Населений пункт          | Населення, осіб (2002) | Населення, осіб (2010) |
| ------------------------ | ---------------------- | ---------------------- |
| Вурманкаси, присілок     | 311                    | 305                    |
| Ельбарусово, присілок    | 891                    | 793                    |
| Ільменькаси, присілок    | 76                     | 50                     |
| Перші Сіньяли, присілок  | 132                    | 96                     |
| Середні Бокаші, присілок | 127                    | 125                    |
| Тогаєво, село            | 315                    | 249                    |
| Ускаси, присілок         | 157                    | 141                    |